# San Cebrián de Mazote
San Cebrián de Mazote es un municipio y localidad de la provincia de Valladolid, Castilla y León, España.

## Historia

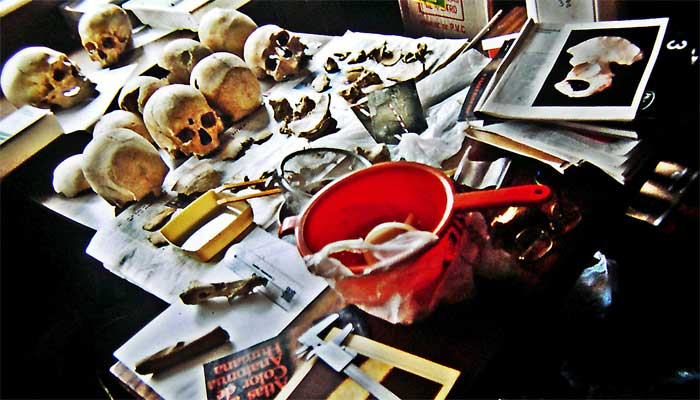
Fase de análisis de restos humanos medievales exhumados en la necrópolis de San Cebrián de Mazote.

Su origen se debe a una comunidad religiosa creada por cristianos mozárabes que escapaban de Al-Ándalus a finales del siglo IX, aprovechando el impulso dado a la reconquista por Alfonso III. Se tienen noticias de que la comunidad ya estaba completamente formada, en el año 915, alrededor de un monasterio mozárabe del que se conserva su iglesia, una de las más importantes que aún existen del siglo X en España. En ese año varios monjes de San Cebrián, dirigidos por el abad Martín, adquirieron los derechos sobre unas tierras y unas pesquerías en el lago de Sanabria, que fueron el origen del Monasterio de San Martín de Castañeda.

### sigloXIX
Así se describe a San Cebrián de Mazote en la página 284 del tomo VI del Diccionario geográfico-estadístico-histórico de España y sus posesiones de Ultramar, obra impulsada por Pascual Madoz a mediados del siglo XIX:

CEBRIÁN DE MAZOTE (SAN)

Lugar con ayuntamiento en la provincia, audiencia territorial y capitanía general de Valladolid (7 leguas), partido judicial de Mota del Marqués (1), diócesis de Palencia (11).
Situado en un estrecho valle, que forman las cumbres del monte de Torozos, con clima sano.
Tiene 140 casas; la consistorial en muy mal estado; escuela de instrucción primaria de cuarta clase; varias fuentes para el surtido del vecindario; un convento de monjas Dominicas, fundado en 1305 por doña Teresa Alfonso Téllez de Meneses, que habiéndose suprimido en 1837, en la actualidad es de propiedad particular por compra a la Hacienda Nacional, y una iglesia parroquial (San Cipriano) servida por 2 beneficiados, de los cuales el 1 por nombramiento del diocesano, ejerce la cura de almas.
Confina el término con los de Torrelobatón, ex-monasterio de la Espina, Urueña, Tiedra, La Mota y Adalia; dentro de él se encuentra una ermita (El Humilladero), otra (El Santo Cristo de Santa Marta) y una fuente mineral llamada Tudos o Estudos, cuyas aguas se usan con conocidas ventajas en las obstrucciones de vientre; habiendo sido de los primeros que experimentaron sus saludables efectos, en el siglo pasado, el Ilustrísimo Señor Don Alfonso de Cabanillas, obispo de Zamora; acude mucha gente a tomarlas en el verano; y es de sentir que la fuente construida por una persona que halló en la misma el alivio de sus dolencias, no esté cuidada con el debido esmero.
El terreno fertilizado por un arroyo que corre de N a S, es de superior calidad, particularmente en los asientos del valle; el valor de las fincas desamortizadas en la presente y anterior época constitucional, asciende a millón y medio de reales.
Caminos: los locales en mediano estado.
Producciones: trigo, cebada, centeno, legumbres, excelentes pastos de pradera y leñas de encina y roble; cría ganado mular y vacuno y algo de lanar.
Industria: la agrícola, tres molinos harineros, la recriación de muletas y algunos vecinos se dedican a amasar bollos y rosquillas que se extraen para diferentes puntos y aun para la Corte.
Comercio: exportación del sobrante de frutos e importación de los artículos que faltan; se celebra feria el 16 de septiembre.
Población: 118 vecinos, 354 almas.

Capital productivo: 1.096.200 reales. Imponible: 109.620. Contribución: 14.487 reales 7 maravedíes.

## Geografía
- Atravesado por el río Bajoz.
- Monte de encina de San Manuel.
- Cuesta de la Atalaya (824 m).

## Geografía humana

### Demografía
Cuenta con una población de 103 habitantes (INE 2024).
| Gráfica de evolución demográfica de San Cebrián de Mazote entre 1842 y 2021                                           |
| |
| Población de derecho según los censos de población del INE. Población de hecho según los censos de población del INE. |

## Patrimonio

### Iglesia de San Cipriano

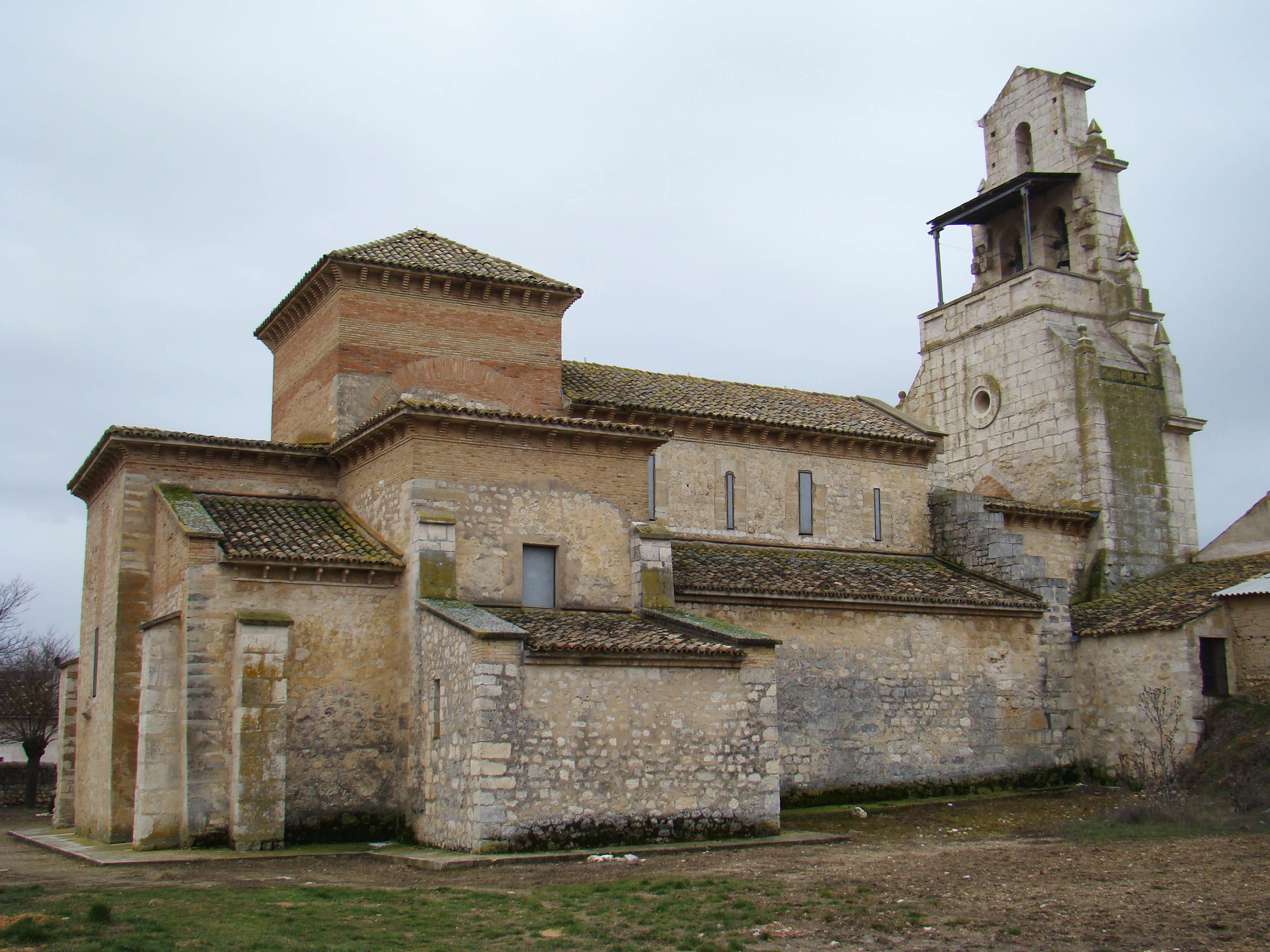
Iglesia de San Cipriano.

La iglesia de San Cipriano es una iglesia mozárabe de gran tamaño. Está formada por una zona basilical de tres naves separadas por arquerías de herradura, sobre columnas y capiteles, una nave de crucero dividida en tres zonas, que sobresale ligeramente de las laterales y una cabecera tripartita, con ábsides planos al exterior, siendo el central de planta interior en forma de herradura. A todo lo anterior se añade la particularidad de que dispone de un ábside contrapuesto, también interiormente en forma de herradura, en el costado occidental de la nave central.
Mientras las naves se cubren con techumbre plana de madera, el resto de los espacios está cubierto con bóvedas de arista y en otros con bóvedas gallonadas, de clara ascendencia cordobesa.
En cuanto a su decoración esculpida, el conjunto de capiteles que soportan los arcos de separación entre las naves, tallados a trépano, permite observar el desarrollo de un tipo de decoración nuevo y que llega a producir ejemplares de gran calidad.

### Convento de Santa María de las Dueñas
El convento de Santa María de las Dueñas o Santa María la Real fue fundado en 1307 y administrado por monjas dominicas hasta el año 1837, en el que el inmueble pasa a propiedad particular.
Por orden de Felipe II, en este convento ingresó durante un tiempo Bárbara Blomberg, la que era madre de su hermanastro Don Juan de Austria.
El conjunto consta de una iglesia y algunas dependencias anejas. El templo tiene una cabecera y primeros tramos construidos en el siglo XV con estructura gótica y bóvedas de crucería, con un ampliación del siglo XVII en estilo herreriano a los pies. Tiene unas arquerías de medio punto rebajadas que apoyan en columnas de estilo toscano que probablemente pertenecerían a un claustro. Una gran portada clasicista adintelada bajo balcón a los pies de la iglesia que da acceso al conjunto arquitectónico. Actualmente el edificio se encuentra en estado de abandono.